# Kasteel Alatskivi
Het Kasteel Alatskivi is een kasteel opgetrokken in gotische stijl in Alatskivi in de provincie Tartumaa in Estland. Het kasteel staat ongeveer 40 kilometer ten noorden van Tartu.
Het kasteel werd oorspronkelijk gebouwd in de late 16e eeuw, maar werd herbouwd in 1880-1885 door Arved von Nolcken en lijkt op de koninklijke residentie van Balmoral in Schotland, met zijn uitstekende hoektorens maar dan minder groots. De grote zaal, eetzaal, lounge, lobby etc. werden gerenoveerd in 2005 en het werd eind 2011 heropend. Het kasteel Alatskivi ligt in een 130 hectare groot weelderig bospark.
Op de eerste verdieping is een museum gevestigd dat is gewijd aan de Estische componist Eduard Tubin, die in de buurt van Alatskivi geboren is.